# Tía Vicenta
Tía Vicenta fue una revista satírica de actualidad publicada en Argentina entre 1957 y 1966 y luego entre 1977 y 1979. Fue creada y fundada por Landrú (Juan Carlos Colombres). A lo largo de su historia se publicó en diferentes formatos y frecuencia. Si bien mayormente se vendió en kioscos, durante algunos años fue publicada como suplemento del diario El Mundo (Ed. Haynes)

## Historia
La revista Tía Vicenta se publicó en dos grandes períodos. En el primero, entre 1957 y 1966, se editaron 369 números. En el segundo, entre 1977 y 1979, 88. Entre esos dos períodos, y debido a la censura que llevó al cierre de Tía Vicenta en julio de 1966, Landrú siguió adelante creando nuevas publicaciones que continuaban el espíritu de Tía Vicenta. Así es que quince días después del cierre de Tía Vicenta, salió la revista María Belén, que se publicó entre julio de 1966 y diciembre de 1967 (se publicaron 73 números). Luego llegaría a los kioscos la revista Tío Landrú, entre junio de 1968 y abril de 1969 (se publicaron 47 números).

### Primera época: Tía Vicenta (1957-1966)
El humorista Juan Carlos Colombres, conocido como Landrú, fundó la revista en 1957. Se trataba de un semanario de actualidad que ganó fama rápidamente debido a su contenido satírico, en particular acerca de la política argentina, y su tirada inicial de 50.000 ejemplares se duplicó en poco tiempo.
Uno de sus temas recurrente fue la proscripción del peronismo, que fue referido de manera frecuente en sus editoriales, violando el Decreto Ley 4161/56 (este decreto, firmado por el presidente Pedro Aramburu en 1956, prohibía toda mención o referencia al líder Juan Domingo Perón, entonces en el exilio, o al peronismo). Otra controversia política cuya cobertura de Tía Vicenta fue memorable fue la disputa entre el presidente Arturo Frondizi y el vicepresidente Alejandro Gómez acerca de la decisión de Frondizi en 1958 de abrir la explotación petrolera a empresas extranjeras (que constituyó un cambio respecto de sus posiciones previas). El vicepresidente no se había opuesto públicamente, pero las tapas de Tía Vicenta presentaron durante varias semanas una foto de Gómez en una esquina con un epígrafe que preguntaba "¿A mi por qué me miran?". Gómez fue forzado a renunciar por el presidente en noviembre de ese año, apenas seis meses después de su asunción.
A partir de 1960, Tía Vicenta comenzó a ser distribuida como suplemento de un periódico de gran circulación, El Mundo, y su tirada alcanzó los 500.000 ejemplares.
Landrú utilizó humor absurdo, disparatado e irónico para satirizar tanto a los políticos como a los temas de actualidad. Se tomó también licencias artísticas en las tapas de la revista, las que mostraban sus caricaturas (dibujadas en estilo naif), cuyo diseño cambiaba frecuentemente: para parodiar la recesión de 1966, por ejemplo, cambió el nombre de la revista a Carestía Vicenta. Sus irreverentes retratos del general Juan Carlos Onganía, quien tomó el poder en el golpe de Estado de 1966, caracterizado como una morsa (un sobrenombre con el que sus camaradas militares se referían a Onganía debido a sus grandes bigotes) determinó el cierre de Tía Vicenta por un edicto gubernamental de julio de ese año.

### Segunda época: Tía Vicenta (1977-1979)
En noviembre de 1977 y hasta julio de 1979 Tía Vicenta regresó a los kioscos.

## Legado e influencia
Numerosos ilustradores argentinos de renombre comenzaron su carrera en Tía Vicenta, incluyendo a Quino, Caloi, Faruk y Copi. Otros colaboradores notables fueron Conrado Nalé Roxlo, Hermenegildo Sábat y María Elena Walsh, así como Oski. Landrú continuó ilustrando la realidad en numerosas publicaciones en las décadas siguientes, sobre todo en Clarín.
Edgardo Russo escribió una historia del semanario llamada Historia de Tía Vicenta, publicada por Espasa-Calpe en 1994.